# Алессандра Меле
Алессандра Вотл Меле (італ. Alessandra Watle Mele, норв. Alessandra Watle Mele; нар. 5 вересня 2002), відома як Алессандра, — норвезько-італійська співачка та авторка пісень. Вона брала участь у сьомому сезоні The Voice — Norges beste stemme 2022, дійшовши до живих виступів. Представляла Норвегію на пісенному конкурсі Євробачення 2023 з піснею «Queen of Kings».

## Біографія

### Раннє життя
Меле народилася 5 вересня 2002 року в П'єтра-Лігуре, Савона, Італія в сім'ї батька-італійця з Альбенги та матері-норвежки зі Стателле. Виросла Алессандра в Чизано-суль-Нева. У віці дванадцяти років вона виграла п'ятий випуск VB Factor, місцевого шоу талантів у регіоні Валь Борміда. Після закінчення середньої школи у 2021 році, спочатку переїхала до дідуся й бабусі в Порсгрунн, Норвегія, а потім — у Ліллегаммер, навчатися в Ліллехаммерському інституті музичного виробництва та індустрії (ЛІМВІ).

### 2022:The Voice Norway
У 2022 році була учасницею сьомого сезону The Voice — Norges beste stemme, норвезької версії франшизи The Voice. Після прослуховування наосліп вона приєдналася до команди тренера Еспена Лінда. Алессандра вибула з шоу під час живих виступів.

### 2023:Melodi Grand Prixта Євробачення

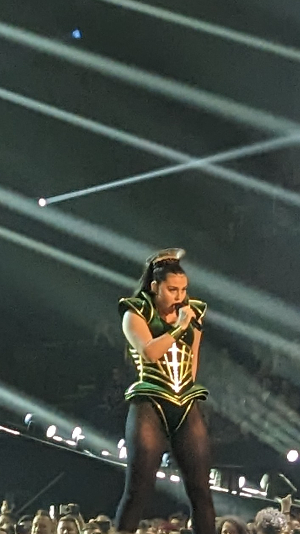
Алессандра на сцені Євробачення 2023

4 січня 2023 року Меле було оголошено однією з 21 артиста, які візьмуть участь у Melodi Grand Prix 2023, норвезькому національному відборі на Пісенний конкурс Євробачення 2023. Вона виконала свою пісню «Queen of Kings» у першому півфіналі 14 січня 2023 року та потрапила у фінал, який пройшов 4 лютого 2023 року. Алессандра виграла конкурс, отримавши найбільшу кількість балів як від телеголосування, так і від міжнародного журі, тим самим здобувши право представляти Норвегію на Пісенному конкурсі Євробачення 2023 у Ліверпулі, Велика Британія. 
На Євробаченні співачка виступила в першому півфіналі, який відбувся 9 травня 2023 року, і потрапила до фіналу конкурсу. У фіналі посіла п'яте місце з 268 балами.

## Особисте життя
В інтерв'ю Eurovision Fun Алессандра повідомила, що вона бісексуалка, а її пісня «Queen of Kings» відбиває її досвід бісексуальної жінки.